# Canton Zugo

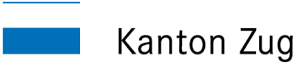
Logo

Il Canton Zugo (in tedesco: Zug, in francese: Zoug) è uno dei 26 cantoni della Svizzera. Si trova nella Svizzera centrale e la sua capitale è la città di Zugo. Il Canton Zugo è uno dei più piccoli cantoni svizzeri.

## Geografia fisica
Il Canton Zugo si trova nella Svizzera centrale. Il Canton Lucerna (distretto di Lucerna) e il Canton Argovia (distretto di Muri) si trovano a ovest. A nord confina con il Canton Zurigo (distretti di Affoltern e di Horgen), mentre a est e a sud confina con il Canton Svitto (distretti di Höfe, Einsiedeln, Svitto e Küssnacht).
Gran parte del territorio è considerato produttivo. Include il fertile terreno alluvionale lungo le coste del Lago di Zugo. Più che alla zona alpina appartiene al Mittelland. Il Lago di Zugo e il Lago di Ägeri occupano una fetta considerevole del territorio del cantone. Il Lago di Ägeri è interamente compreso nel cantone, mentre quello di Zugo è condiviso con i cantoni Lucerna e Svitto.
Il cantone è situato su di un altopiano collinoso. L'Hohe Rohne (1205 m) è la vetta più alta della parte orientale del cantone. Lo Zugerberg (1040 m), nella parte sud, è un'altra elevazione notevole; fa parte del massiccio del Rossberg che sale fino ai 1.583 m dello Wildspitz a est del Lago di Zugo. Questo massiccio separa il Lago di Zugo dal bacino del Lago di Ägeri. Inoltre separa il distretto collinare di Menzingen dal Lago di Zugo.
Il fiume Lorze è il principale corso d'acqua del cantone. Origina nel Lago di Ägeri dal quale scorre verso nord, attraverso dei depositi morenici, in una gola ricca di caverne. Il fiume infine entra nel Lago di Zugo molto vicino al punto dove ha origine l'emissario che dopo pochi chilometri si immette nel fiume Reuss. Il Reuss forma il confine nord-occidentale del cantone.

## Storia
La storia più remota del cantone è praticamente identica a quella della sua capitale, Zug. Dal 1728 al 1738 venne distratto dalle violente dispute sulla distribuzione delle pensioni francesi. Nel 1798 i suoi abitanti si opposero ai francesi. Il cantone formò parte del Tellgau e in seguito fu uno dei distretti del grosso cantone di Waldstätten durante il periodo della Repubblica Elvetica. Il cantone di Waldstätten consisteva anche di ciò che oggi sono i quattro cantoni di: Svitto, Lucerna, Obvaldo/Nidvaldo e Uri.
Nel 1803 il Canton Zugo riottenne l'indipendenza come cantone separato. La costituzione del 1814 abolì le assemblee pubbliche (Landsgemeinde), che erano esistite nel cantone fin dal 1376. Nel 1845 il Canton Zugo divenne un membro del Sonderbund e prese parte alla guerra del 1847 che venne persa contro la Confederazione Elvetica. Nel 1848 le rimanenti funzioni delle assemblee pubbliche vennero abolite. Sia nel 1848 che nel 1874 il cantone votò contro le costituzioni federali. La costituzione del 1876 venne emendata nel 1881, e sostituita da una nuova nel 1894.
Sulla sponda orientale del Lago di Ägeri si trova il campo della battaglia di Morgarten in cui gli Svizzeri sbaragliarono gli Asburgici nel 1315.
Il 27 settembre 2001 un uomo armato, Friedrich Leibacher, fece irruzione nel Parlamento Cantonale uccidendo 14 persone tra cui 3 Gran Consiglieri.

## Economia
Nella parte più elevata del cantone la popolazione è impegnata principalmente nella pastorizia e nell'allevamento di bovini. Ci sono a Zugo 61 alpeggi. A Cham si trova una nota fabbrica di latte condensato, ora unita a quella della Nestlé di Vevey. La Anglo-Swiss Condensed Milk Co., che venne fondata a Cham nel 1866. A Baar si trovano delle fabbriche. Intorno alla città di Zugo si trovano coltivazioni intensive di alberi da frutta: la regione è famosa per il suo Kirschwasser, una grappa ricavata dalla fermentazione delle ciliegie. Anche l'apicoltura è fiorente nel cantone. Diverse fabbriche sono spuntate nei quartieri nuovi delle città. L'industria della filatura della seta, un tempo importante, è ora scomparsa. Le principali industrie odierne sono la manifattura di oggetti in metallo, il tessile, le costruzioni meccaniche, l'elettronica e la produzione di bevande alcoliche (Kirsch).
La capitale, Zugo, è sede di un grosso numero di società, che hanno in città solo il quartier generale. Ciò avviene perché Zugo ha uno dei più bassi livelli di tassazione della Svizzera. Il commercio in particolare è di grande importanza, così come l'imprenditoria immobiliare. Sono presenti un gran numero di piccole, medie e grandi imprese in tutti i settori dell'economia.
Dagli anni '50, il Cantone di Zugo è un centro di scambio internazionale di materie prime; tra le circa 100 aziende di materie prime di Zugo vi sono gruppi come Glencore Xstrata, Shell e BP. A Zugo hanno sede diverse aziende dell'industria dei crittografi, per questo è nota anche come Krypto Valley. Negli anni Settanta, Landis & Gyr impiegava circa 6'500 persone, il che corrisponde a circa un posto di lavoro su quattro nel cantone.
L'azienda alimentare Nestlé ha una delle sue sedi aziendali nel cantone di Zugo. Il comune di Zugo è la sede centrale di V-Zug AG. Questa società sviluppa, produce e vende attrezzature da cucina e da bagno. Un importante datore di lavoro è Siemens nella città di Zugo con circa 2250 dipendenti. Rotkreuz (comune di Risch) è un'importante sede farmaceutica grazie alla sede centrale di aziende come Roche Diagnostics (Hoffmann-La Roche), Novartis Pharma, Sandoz Pharmaceuticals, Alcon e Novartis Consumer Health.
Le sue basse aliquote fiscali e il clima favorevole alle imprese hanno portato molte piccole e medie imprese in tutti i settori dell'economia.  Il Cantone di Zugo ha una delle aliquote d'imposta più basse della Svizzera. Le fondamenta di tutto ciò sono state gettate dalla legislazione negli anni Venti. Zugo - come il cantone pioniere di Glarona - ha abbassato le tariffe per le società holding e di domicilio.
La politica fiscale del Cantone, favorevole alle imprese, è stata efficace. Nel 1990, Zugo era passato da una casa di poveri a diventare il cantone più ricco della Svizzera. Negli anni Sessanta aveva ancora il più alto debito pro capite e il reddito medio era inferiore alla media svizzera. Oggi, con quasi 300 milioni di franchi svizzeri all'anno e 2'042 franchi pro capite, Zugo paga il massimo nel sistema di perequazione finanziaria intercantonale (NFA). Tuttavia, la tassazione è solo circa la metà della media svizzera e il reddito nazionale pro capite è tra i più alti della Svizzera.
Numerose aziende e sedi aziendali nazionali e globali hanno trasferito la loro sede centrale a Zugo. Secondo uno studio del 2009 di Arthur D. Little (Schweiz) AG, una società di consulenza gestionale collegata in rete a livello mondiale, "il Cantone di Zugo [...] è la sede preferita in Svizzera per la sede centrale".
Il cantone di Zugo è conosciuto anche come "Cripto Valley" poiché qui vi hanno sede molte delle maggiori criptovalute, come Ethereum, Cardano, Polkadot ed altre, inoltre è  anche il primo cantone ad accettare le monete virtuali come Bitcoin o Ether per il pagamento delle imposte cantonali. Possono farlo sia aziende sia persone private fino ad un massimo di 100'000 franchi.

### Evoluzione demografica
La maggioranza della popolazione è di lingua tedesca e parla il dialetto svizzero-tedesco della Svizzera centrale. Gli abitanti, come in tutta la Svizzera centrale, sono di confessione cattolica (Zugo prese parte al Sonderbund). Fino al 1814 Zugo era nella diocesi di Costanza, ma con la ricostruzione della diocesi di Basilea, nel 1828 venne assegnato a quest'ultima.
| %     | Ripartizione linguistica (gruppi principali) |
| ----- | -------------------------------------------- |
| 85,1% | madrelingua tedesca                          |
| 2,5%  | madrelingua italiana                         |
| 2,7%  | madrelingua serbo-croata                     |

## Infrastrutture e trasporti
Le ferrovie connettono il Canton Zugo sia con Lucerna che con Zurigo, mentre le linee che corrono lungo entrambe le sponde del Lago di Zugo si uniscono alla stazione di Arth-Goldau sulla ferrovia del San Gottardo. È connesso sia alla Germania che all'Italia. Le autostrade collegano le strade del cantone con altre aree. L'autostrada che attraversa il massiccio del San Gottardo è di particolare importanza.

## Amministrazione
Il cantone forma un singolo distretto amministrativo, che comprende undici municipalità. Il potere legislativo è detenuto dal Kantonsrat e l'esecutivo dal Regierungsrat. Il Kantonsrat è composto da un membro ogni 350 abitanti (80 membri), mentre il Regierungsrat ha solo sette membri. Entrambi gli organi sono eletti con il voto diretto popolare. Il mandato in entrambi i casi è di quattro anni. I due membri dello Consiglio degli Stati, così come il membro del Consiglio Nazionale, sono anch'essi eletti con il voto popolare.

## Municipalità

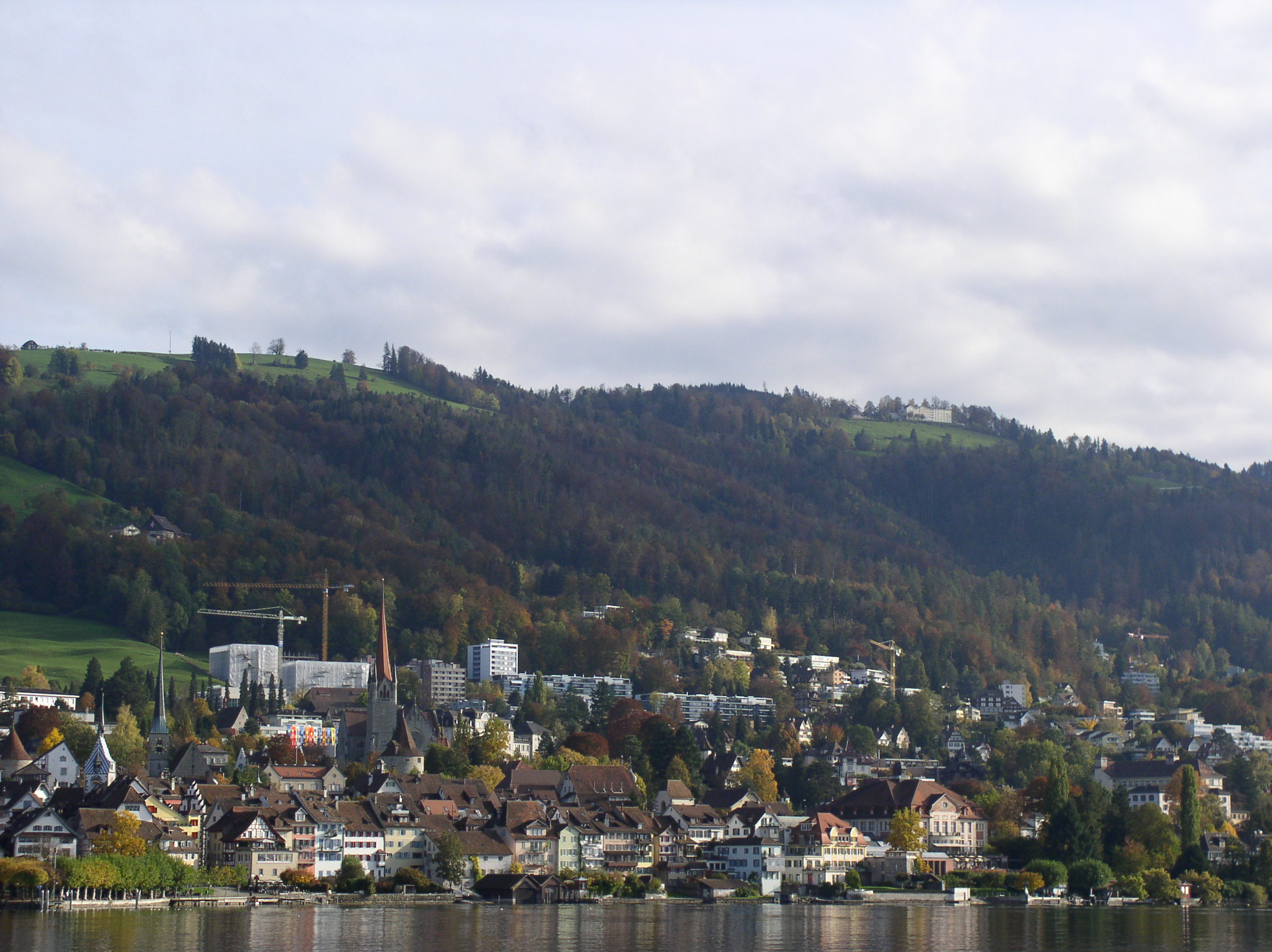
Zugo, la capitale del cantone omonimo

Le undici municipalità del cantone sono: Zugo (Zug), Oberägeri, Unterägeri, Menzingen, Baar, Cham, Hünenberg, Risch, Steinhausen, Walchwil e Neuheim.

### Divisioni
- 1848: Menzingen → Menzingen, Neuheim

## Sistema scolastico
L'anno scolastico inizia in tarda estate, di solito dopo Ferragosto.
L'asilo infantile (Kindergarten) è facoltativo e gratuito.
Le scuole pubbliche sono obbligatorie (e gratuite) per tutti i bambini che hanno compiuto i sei anni entro la fine di febbraio. I bambini vengono iscritti automaticamente, la scuola dell'obbligo dura nove anni.